# Jonas Ljungblad
Jonas Christer Ljungblad (Skövde, 15 januari 1979) is een Zweeds voormalig wielrenner die beroepsrenner was van 2002 tot 2012.
Vanaf 2013 is hij ploegleider bij het Deense Concordia Forsikring-Riwal.

## Belangrijkste overwinningen
2000
- 4e etappe Ronde van Bulgarije
- 5e etappe Ronde van Bulgarije
- Bergklassement Ronde van Rhodos

2001
- 4e etappe Ronde van Slowakije

2002
- 3e etappe Herald Sun Tour

2004
- 4 etappe Ronde van Slovenië
- Sprintklassement Ronde van Slovenië
- 7 etappe Herald Sun Tour
- Eindklassement Herald Sun Tour

2005
- Tour du Lac Léman
- Ronde van de Vendée
- Zweeds kampioen op de weg, Elite
- Melbourne to Warrnambool Classic

2006
- 3e etappe Ronde van Luxemburg

2008
- 3e etappe Circuit des Ardennes
- 1e etappe Volta da Ascension
- 2e etappe Troféo Joaquim Agostinho
- Zweeds kampioen op de weg, Elite
- 3e etappe Ronde van León

## Resultaten in voornaamste wedstrijden
| Jaar | Ronde van Italië | Ronde van Frankrijk | Ronde van Spanje |
| ---- | ---------------- | ------------------- | ---------------- |
| 2009 | 128e             |                     |                  |
| 2010 |                  |                     |                  |
| 2011 |                  |                     |                  |

| Jaar |  | WK op de weg |
| ---- |  | ------------ |
| 2009 |  |              |
| 2010 |  | 27e          |
| 2011 |  | 117e         |